# Sennoi (Saràtov)
|  | Per a altres significats, vegeu «Sennoi». |

Sennoi (en rus: Сенной) és un poble (un possiólok) de l'óblast de Saràtov, a Rússia, segons el cens del 2021 tenia 5.920 habitants. Pertany al districte municipal de Volsk.